# Sfruz
Sfruz é uma comuna italiana da região do Trentino-Alto Ádige, província de Trento, com cerca de 273 habitantes. Estende-se por uma área de 11 km², tendo uma densidade populacional de 25 hab/km². Faz divisa com Amblar-Don, Predaia e Termeno sulla Strada del Vino (Bolzano).